# Белая книга
Белая книга (англ. white paper) — официальное сообщение в письменном виде, обычно этот термин применяется в США, Великобритании, Ирландии и других англоговорящих странах.
Это может быть:
- государственное сообщение, поясняющее политику;
- справочный документ для корпоративных клиентов[1];
- официальная документация, содержащая описание решения;
- мини-книга, гибрид брошюры и большой статьи (вайт пейпер, инструмент контент-маркетинга);
- документация, описывающая новый технологический процесс или алгоритм[2][3].

Такие документы могут быть использованы для принятия решений.

## Белые книги британского правительства
Белая книга Черчилля (1922) — первая из шести белых книг, выпущенных британскими правительствами и касающихся подмандатной Палестины.
Белая книга Пассфилда — вторая из шести белых книг, выпущенная в 1930 году министром по делам колоний лордом Пассфилдом.
«Белая книга 1939 года» была опубликована после провала Сент-Джеймсской конференции. В ней указывалось, что «целью правительства Его Величества является основание в течение десяти лет независимого палестинского государства». В течение последующих пяти лет количество иммигрантов-евреев не должно было превышать 75 000 человек, и еврейское население должно было составить не более 1/3 населения Палестины. Через 5 лет въезд евреев в страну запрещался, «если арабы Палестины будут возражать против иммиграции», а покупка евреями земли запрещалась либо ограничивалась.